# ناحیه فهردیارمات
ناحیهٔ فهردیارمات (به مجاری: Fehérgyarmati járás) یک ناحیه در مجارستان است که در سابولچ-ساتمار-برگ واقع شده‌است. ناحیهٔ فهردیارمات ۷۰۷٫۳۷ کیلومتر مربع مساحت و ۳۷٬۲۵۹ نفر جمعیت دارد.